# 旗護山
旗護山（はたごやま）は、福井県敦賀市と美浜町の境界に位置する山である。

## 概要
旗護山のすぐ南には、旧国名の若狭国と越前国の国境の関峠があり、丹後街道(若狭街道)が通っている。現在でも、県道225号(旧国道27号)とJR小浜線が通っており、交通の要衝となっている(現状の国道27号は旗護山トンネルで敦賀市と美浜町を結んでいる)。このため、関峠を見下ろす旗護山は、軍事上の重要拠点であった。戦国時代には、若狭攻めに来襲した朝倉氏の軍勢を牽制するため、美浜町佐柿の国吉城主であった粟屋勝久が、山頂に旗竿を立てたという、これが旗護山の山名の由来と言われる。

## 登山
登山道は、関峠付近からの送電線巡視路を利用する。旗護山の山頂には318.2mの三等三角点(基準点名「沓見」)があるが、眺望は利かない。さらに尾根筋を北へ進むと、標高339m付近には愛宕神社の小さなお堂がある、若狭湾の展望が良い場所である。神社近くの尾根の東側には林道がつけられており、林道をたどって下ると西原地区へ出る。この林道は車の通行が可能であり、さきの神社近くまで上がることもできる。愛宕神社よりさらに北の尾根にも道が続くが、四等三角点(基準点名「縁谷」)のある400.9mのピークに至る途中で道が途切れる。旗護山麓に沿って獣害防止用のフェンスが設置されており、下山や入山時にゲートを閉めるよう注意が必要である。

## 周辺の山
- 三内山
- 西方が岳
- 蠑螺が岳
- 野坂岳